# Raixt

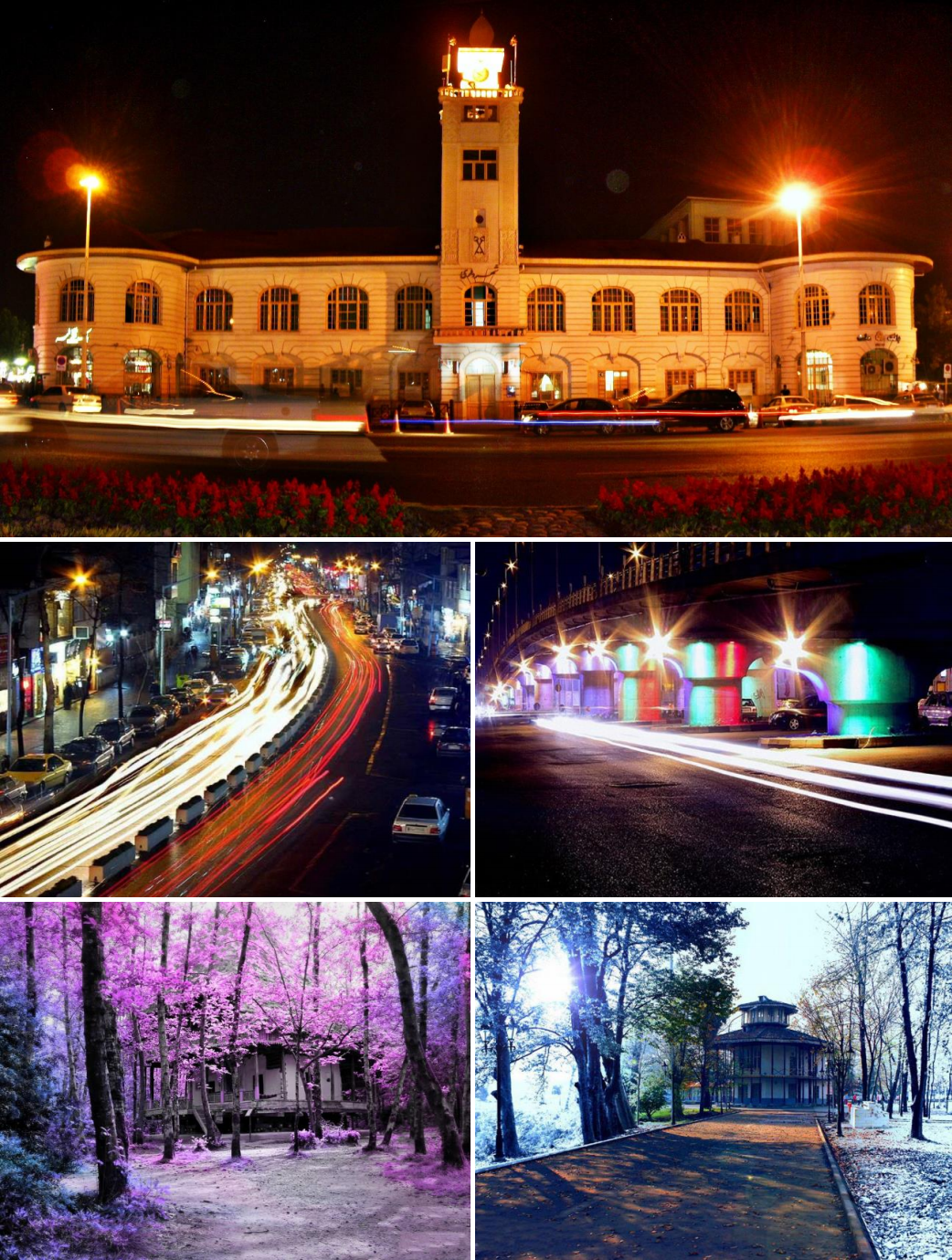
Indrets de Rasht

Raixt (persa: رشت, en gilaki: Rèsht), també transliterat com a Resht o Recht, és una ciutat i municipi de l'Iran, capital de la província de Gilan i del comtat de Rasht, i la ciutat més gran de la costa de la mar Càspia situada la vora del Safid Rud. Es centre comercial i turístic. La seva població era de 560.123 habitants el 2005 i el comtat era de 642.195 habitants el 2006.

## Barris
| - Golsar - Manzariyeh - Masjad Safi - Diyanati - Chomarsara - Lakan Shahr - ChalleKhaneh - Noghredasht | - Ostadsara - Pirsara - Rashtian - Sagharisazan - Andisheh Complex - Park Shahr - Takhti - Tazeh Abad | - Sabzemeydan - Lakani - Ziabari - Sam - Moalem - Estakhr - Hamidian - Bisotun - Motahari |

## Història
Els Hudud al-Alam esmenten Rasht com un districte però no com a població. Com a tal apareix per primer cop citada per Mustawfi el 1307. Sembla que fou centre de la seda a la regió. Rasht va esdevenir poc després capital d'una dinastia menor del Gilan, els ixàquides (ishàkides) de Fumin, més tard substituïts pels Kiya de Lahidjan fins a l'annexió del Gilan per Abbas el Gran el 1592. El darrer príncep Ahmad Shah, va demanar ajut a Moscou contra Pèrsia i va aconseguir promeses de protecció que no es van concretar efectivament. El 1557 Rasht fou el centre escollit per la Companyia de Moscòvia fundada per Anthony Jenkinson i Richard i Robert Johnson. Els russos hi van fer alguna incursió, sent la més coneguda la de Stenka Razin que va saquejar Rasht el 1636; els perses residents a Moscou foren convidats a assistir a l'execució de Razin el 10 de juny de 1671. El 1714 va patir un terratrèmol que la va damnar seriosament. De 1722 a 1734 Rasht i el Gilan foren ocupades pels russos manats per Shipov (i més tard per Matushkin) convidats pel govern persa amenaçat pels afganesos. El 1734 el Gilan fou retornat a Pèrsia per un tractat.
El 1901 fou devastada per una epidèmia. A la revolució constitucional persa Rasht va tenir paper destacat i va contribuir a l'enderrocament del xa el febrer del 1909; es va crear un comitè revolucionari presidit pel sipihdar Azam i fou el centre de l'exèrcit revolucionari del nord. Durant la I Guerra Mundial el Gilan fou el centre del moviment del jangalis creat per Mirza Kütxtak Khan. Amb l'ajut de forces alemanyes manades per Von Paschen, de turcs i de russos bolxevics es va organitzar un exèrcit que va tractar d'impedir el pas de les forces britàniques manades pel general Dunsterville cap a Bakú, però els britànics van vèncer aquestes forces a la batalla de Menjil del 12 de juny de 1918 i amb l'ajut del destacament cosac de Bitxerakhov es van obrir pas; una guarnició britànica va quedar a Rasht i el 20 de juliol de 1918 va lliurar una batalla contra els jangalis a la mateixa ciutat, als que va derrotar; finalment el 25 d'agost es va signar la pau a Enzeli entre britànics i Mirza Kütxtak Khan. El març del 1919 la posició dels revolucionaris era molt avantatjosa i es va pensar que podrien ocupar Qazvín i Teheran, però no va ser així. El 1920 Rasht fou el centre del moviment revolucionari que va enderrocar a Teheran al govern persa anglòfil de Mishir al-Dawla. El 28 d'abril de 1920 els russos van ocupar Bakú i els russos blancs van fugir per mar i els vaixells es van refugiar a Enzeli, on hi havia un contingent britànic; els bolxevics van avançar i van entrar a Enzeli sense gaire resistència. Els bolxevics van ocupar dues vegades Rasht però després de l'acord persa-soviètic del maig de 1921 tant russos com britànics es van retirar i la república Soviètica de Gilan dirigida per Mirza Kütxtak Khan fou aniquilada pels cosacs perses dirigits per Rida Khan (després Rida Shah). Fou ocupada pels russos el 1939 fins al 1945. El 1972 tenia uns 162.000 habitants. És la primera ciutat iraniana que fou municipalitat (1907) i la primera que va tenir biblioteca pública.

## Agermanaments
- Trebisonda, Turquia
- Districte de Rasht, Tadjikistan
- Kutaisi, Geòrgia
- Kazan, Rússia